# Puerto Rico en los Juegos Olímpicos de Helsinki 1952
Puerto Rico estuvo representado en los Juegos Olímpicos de Helsinki 1952 por un total de 21 deportistas masculinos que compitieron en 4 deportes.
El portador de la bandera en la ceremonia de apertura fue el atleta Jaime Annexy. El equipo olímpico puertorriqueño no obtuvo ninguna medalla en estos Juegos.